# Giáo hoàng Anastasiô IV
Anastasiô IV (Latinh: Anastasius IV) là vị giáo hoàng thứ 168 của giáo hội công giáo.
Theo niên giám tòa thánh năm 1806 thì ông đắc cử Giáo hoàng năm 1154 và ở ngôi Giáo hoàng trong 1 năm 4 tháng 8 ngày. Niên giám tòa thánh năm 2003 xác định ông đắc cử Giáo hoàng ngày 12 tháng 7 năm 1153 và ngày kết thúc Triều đại của ông là ngày 3 tháng 12 năm 1154.
Giáo hoàng Anastasius IV sinh tại Rôma.
Nhờ tính cách ôn hoà, ông đã ổn định lãnh địa của Giáo hội. Đây là một khoảng thời gian khá bình yên trong Giáo hội dưới quyền điều khiển của ông.
Anastasius IV cho phục hưng Panthéon của Rôma và xác nhận Dòng Hiệp Sĩ Malta, cho phép họ nhận quà biếu của các tín hữu ngoan đạo.